# 絡新婦之理
《絡新婦之理》（日语：絡新婦の理）是京極夏彥的长篇推理小說和妖怪小說，百鬼夜行系列（京極堂系列）的第五部作品。

## 發行信息
| 出版者         | 出版日期      | 媒介                     | 頁數                                    | 書籍編碼                                                                                        | 譯者   |
| -------------- | ------------- | ------------------------ | --------------------------------------- | ----------------------------------------------------------------------------------------------- | ------ |
| 講談社         | 1996年11月5日 | 講談社Novels（新書判）   | 830頁                                   | ISBN 9784061819320                                                                              |        |
| 講談社         | 2002年9月5日  | 講談社文庫（文庫判）     | 1408頁                                  | ISBN 9784062735353                                                                              |        |
| 講談社         | 2006年1月13日 | 講談社文庫（分册文庫判） | [一]360頁 [二]360頁 [三]304頁 [四]424頁 | [一] ISBN 9784062752886 [二] ISBN 9784062752893 [三] ISBN 9784062753166 [四] ISBN 9784062753173 |        |
| 獨步文化       | 2009年2月9日  | 繁體中文版（平裝書）     | [上]480頁 [下]464頁                     | [上] ISBN 9789866562150 [下] ISBN 9789866562167                                                 | 王華懋 |
| 上海人民出版社 | 2010年1月1日  | 簡體中文版（平裝書）     | [上]513頁 [下]488頁                     | [上] ISBN 9787208088344 [下] ISBN 9787208088351                                                 | 王華懋 |

## 劇情簡介
警察木場修太郎正為調查最近轟動社會「潰眼魔」案件而四處奔走，期間他得悉他和榎木津的共同朋友·經營電影公司的川島新造手上可能握有某種線索。然而他留下了「去問蜘蛛吧」的神秘留言後失去了蹤影。
在千葉縣的一所女子貴族基督教學校——聖伯納德女學院內流言四起：七不可思議、學生集體賣淫、可致詛咒對象死亡的許願星座石、深夜在校園四處徘徊的黑聖母……。女學生吳美由紀和渡邊小夜子在調查這些流言的時候，發現了什麼願望（包括殺人）都可以實現的惡魔「蜘蛛」以及崇拜它的「蜘蛛僕人」的存在。一直受到老師本田幸三凌辱的小夜子，向「蜘蛛」叫道「幫我殺了本田」，其後本田竟真的被絞殺身亡……同時，美由紀等人和似乎曾是「蜘蛛僕人」一員的麻田夕子接觸，然而三人一起陷入了絕境。
伊佐間一成在去房總半島釣魚時，在興津町和一個叫吳仁吉的老人意氣相投。為了計算曾是漁民的吳老人的「收集品」價值的伊佐間，請來了老朋友今川雅澄。碰巧附近的世家織作家正舉行家主雄之介的葬禮，織作家的下人出門耕作向伊佐間請求「順便幫忙清算一下留下的古董」，因此今川和伊佐間前赴有着「蜘蛛網公館」之稱的織作家大宅。然而兩人隨後被捲入了織作家發生的案件中。
在背後操縱潰眼魔和絞殺魔兩宗案件，企圖實行完全犯罪的「蜘蛛」的真面目究竟是什麼？陰陽師中禪寺秋彥親自踏入蜘蛛的網中，將依附於織作家的黑暗一網打盡。

## 登場人物

### 主要登場人物
伊佐間 一成（Isama Kazunari）
其中一個敘述視點的人物，經營著釣魚場。在造訪房總半島釣魚時遇到了一位名叫呉仁吉的老人，在他的請求下介紹了他的戰友今川。接著，由於耕作的委託，與今川一同前往織作公館的時候被捲入了兇殺案，被困於織作家的宅邸。
詳情請參閱「百鬼夜行系列#主要人物的交友關係」。
今川 雅澄（Imagawa Masasumi）
其中一個敘述視點的人物，古董商。他應伊佐間的邀請前來鑑定呉老人的收藏品。當他應織作雄之介的邀請前往織作公館進行遺物買賣時，卻被捲入一宗謀殺案，被困於織作家的宅邸。
詳情請參閱「百鬼夜行系列#主要人物的交友關係」。
木場 修太郎（Kiba Shuutarou）
其中一個敘述視點的人物，警視廳的警察。正在調查連續殺人案中的「潰眼魔」，並正在搜尋可能涉及前島八千代之死的川島新造和川島喜市。
詳情請參閱「百鬼夜行系列#主要登場人物」。
益田 龍一（Masuda Ryuuichi）
其中一個敘述視點的人物，辭去了神奈川縣警的警察職務，成為榎木津的偵探助手。作為入職試驗，被命令尋找杉浦隆夫，與另一名前來榎木津處尋求協助的増岡一同前往中禪寺處諮詢。
詳情請參閱「百鬼夜行系列#主要登場人物」。
中禪寺 秋彥（Chuuzenji Akihiko）
陰陽師，同時經營著一間名為「京極堂」的舊書店。當接受益田和増岡的諮詢時，察覺到兩宗看似獨立的案件之間存在著聯繫。雖然迅速意識到殺人犯的背後有一個真正的幕後黑手，但出於對自身安危的考慮，並不願提供超過必要的協助，因為他清楚一旦涉入事件，自己也可能成為棋盤上的棋子。與此同時，他透過妹妹敦子收集案件相關的信息。
詳情請參閱「百鬼夜行系列#主要登場人物」。
榎木津 禮二郎（Enokizu Reijirou）
不同尋常的私家偵探，擁有看透他人記憶的特殊能力。他接受美江的委託，將這項任務交給立志成為助手的益田，並勉強應付柴田財閥和父親的委託，前往解決聖伯納德女學院的不祥事件。
詳情請參閱「百鬼夜行系列#主要登場人物」。
關口 巽（Sekiguchi Tatsumi）
小說家。在這部作品中並未直接參與事件，僅在故事的最後登場。
詳情請參閱「百鬼夜行系列#主要登場人物」。

### 兇手
蜘蛛
聖伯納德女學院的七不思議傳說之一，潛藏在禮拜堂十字架中的大蜘蛛，專門咒殺女性。麻田夕子向其許願殺死山本純子等人。
「絡新婦之理」事件的真正兇手，操縱絞殺魔和目潰魔的幕後黑手。是一個如同蜘蛛織網般策劃計畫的高智慧罪犯。
要了解真正的兇手，除了離開蜘蛛網俯瞰之外別無他法。但要避免被纏入蜘蛛網，就必須對事件本身一無所知，一旦涉入事件，就連中心方向都難以辨識。
黑聖母
聖伯納德女學院的七不思議傳說之一，是一個四處徘徊並吸食人血的小惡魔，專門咒殺男性。渡邊小夜子向其許願殺死本田幸三。
絞殺魔
疑似是黑聖母的真正身份，出現在千葉聖伯納德女學院附近，扭斷脖子行兇的殺人魔。絞殺了本田幸三和織作是亮。
潰眼魔
在東京和千葉狙擊女性並剜取雙眼的連環殺人犯。平野祐吉、川島新造和川島喜市等三人均被懷疑是嫌疑犯。在正文開始時已經殺害了4人。

### 聖伯納德女學院
吳 美由紀（Kure Miyuki）
2年3班的學生，13歲，是水產公司社長的千金。女學院部分的視點敘述人物。
身形高挑，手腿瘦長。性格堅毅，對於朋友的困境總是忍不住伸出援手，但由於遲鈍而對微妙之處不夠敏感，不擅長察覺他人內心的感受。
由於對好友渡邊小夜子的關心，被捲入了在學院內發生的一系列事件。認為不存在惡魔之類的東西，但在追蹤黑聖母般的人影時，目睹了本田被殺害的現場，並在看到小夜子從校舍屋頂跳下後暈倒。醒來後，卻被告知跳下的不是小夜子而是夕子，之後被懷疑與賣淫組織有關，受到了是亮和海藤的嚴厲審問，並被索要金錢。在無法告訴任何人的絕望中向祖父傾訴並請求幫助。
在續作“今昔百鬼拾遺”系列中作為主人公登場。
渡邊 小夜子（Watanabe Sayoko）
2年3班的學生。船主的千金。在昭和27年夏天，由於家裏的船隻發生事故，導致經濟狀況惡化，寄來的生活費減少，使她在學校的地位和待遇也變差。因為這個原因在9月份受到了班主任本田的侮辱，之後多次被迫維持關係，因此埋下了殺意。
麻田 夕子（Asada Yuuko）
二年級生。。
2年2班的學生，13歲。議員的千金，「蜘蛛僕人」的成員。告訴美由紀和小夜子關於「蜘蛛詛咒」的事，並承認咒殺了川野弓榮、山本純子和前島八千代。但由於對組織成員的想法產生了疑問並試圖脫離，因此受到制裁和毆打。而在試圖脫離該組織的時候，被山本懷疑從事賣淫活動，遭受了嚴厲的審問。
坂本 百合子（Sakamoto Yuriko）
一年級生。將在聖伯納德女學院流傳的「黑聖母的詛咒」告訴美由紀和小夜子。
本田 幸三（Honda Kouzou）
聖伯納德女學院的教師。46歲，在學院里的男性教師中是最年輕的。過去曾多次引起與女性相關的麻煩，近年開始認真履行教職，然而又盯上了小夜子並強行與之發生關係，因而招致她的強烈憎恨而向“黑聖母”許願，之後在學院樓頂被絞殺魔殺死。
柴田 勇治（Shibata Yuuji）
柴田財閥的總帥，柴田家的養子。之前曾擔任聖伯納德女學院的理事長，但在前一年財閥的前任總帥去世後，接任了總帥一職。是個風度翩翩的好青年。雖是個正義感強烈的好人但有點遲鈍。
海棠 卓（Kaitou Suguru）
勇治的跟班。以傲慢、殷勤卻無禮的口吻說話。試圖從美由紀口中得知有關賣淫組織成員的信息。是個首先考慮柴田家和學院利益的男人。
増岡 則之（Masuoka Noriyuki）
柴田財閥的律師，準主要角色。為了處理柴田財閥旗下的聖伯納德女學院發生的不祥事件，拜訪了榎木津偵探社。由於榎木津不在，與益田一同拜訪了中禪寺。

### 織作家
織作 五百子（Orisaku Ioko）
織作家族的最年長人物，紡織業初代・織作嘉右衛門的妻子，也是紫、茜、葵、碧四姐妹的曾祖母。已近百歲高齡。頭髮灰白，由於老年痴呆症的症狀，行動不便，平日裡由茜照顧。
織作 雄之介（Orisaku Yuunosuke）
真佐子的丈夫，織作家第三代當家。柴田財閥的親信。出生於越後，於大正14年成為入贅織作家。在柴田財閥的支持下擴大業務，甚至在戰爭期間也賺得相當豐厚。對於婦女權利的擴大相當寬容，也有一定程度的理解，但對於性解放的話題則嚴厲反對。喜愛書畫和古董的收藏。
在戰敗後的四、五年間，因心臟不適而經常伏案，並於昭和28年3月因心肌梗死突然去世。當伊佐間訪問房總時，織作雄之介的葬禮正在舉行。
織作 真佐子（Orisaku Masako）
織作家家長，雄之介的妻子，紫、茜、葵、碧四姐妹的母親。擁有絕世容貌，是一位優雅的淑女，散發著難以靠近的強硬氛圍，即使在30歲時也保持著年輕的外表。她一直都表現得堅強自信，絕不示弱。對丈夫幾乎沒有興趣，也不講話，甚至睡覺的地方也是分開的。當織作被整合到柴田的麾下時，即使並不感到困擾，也強烈反對，並堅持不使用“柴田紡織”而是“織作紡織機”這個名稱。
不喜歡陰暗的古董，並在是亮擅自以織作的名義買賣丈夫的遺物之前，向今川委託處理。
織作 紫（Orisaku Yukari）
織作家的長女。生下來就體弱多病，昭和27年春過世，享年28歲。
織作 茜（Orisaku Akane）
織作家的次女，28歲。雖然有著難得一見的美貌，但臉上仍帶有一絲幼稚，擁有柔和且看似謙虛的表情，低調而淡雅。性格較為軟弱，忍受著丈夫是亮粗暴的態度和言辭，是一位賢淑的妻子。曾經在藥學學校就讀。
織作 葵（Orisaku Aoi）
織作家的三女，22歲。擁有無可挑剔的美貌。
作為「思考婦女和社會協會」的核心人物，積極參與爭取女性權利的活動。她的發言總是充滿邏輯且嚴格，對於發表具有男尊女卑色彩的言論的人，她會採取高壓態度。由於她非常聰明和充滿熱情，因此有很多支持者。與雙親的關係很差，並宣稱終身不嫁。
織作 碧（Orisaku Midori）
織作家的幺女。聖伯納德學院二年級生。生於昭和15年，現年13歲。是一位天使般的美少女，擁有筆直的深綠黑髮、如同淡雪般白皙的皮膚，以及大大的眼睛，長長的睫毛是她的特色。她在學校被同學們暱稱為「織姫」。
品行端正、成績優秀，是一位罕見的才女。她對信仰十分虔誠，以天使般的容貌和舉止贏得了他人的尊敬。由於她住在學院的宿舍，因此通常不在織作家居住。
織作 是亮（Orisaku Koreaki）
茜的丈夫，出門耕作的兒子。現任聖伯納德女學院理事長。
在幼年時就受到雄之介的重視，進入了織作家的企業。在織作家族的反對聲浪中，於三年前成為了茜的丈夫。然而自從結婚後，他參與的所有事業都接連失敗，行為也變得粗魯，周圍的評價變得不佳。他於去年秋天開始協助管理聖伯納德女學院，但卻因貪污學院的資金而遭到指責。
察覺到女學生們牽涉到賣淫的事情，威脅美由紀和小夜子後，在織作家的書房中被人絞殺，整個過程被伊佐間、今川等人目睹。
出門 耕作（Demon Kousaku）
從很久以前就一直侍奉織作家的忠誠老僕，雖然已經60多歲，但比吳仁吉年輕1、2歲。身材高大，肩膀寬闊，頭上卻已經沒有一根頭髮。是亮的父親，原本出身於漁民家庭，與吳仁吉有著長達60年的交情。
奈美木 節（Namiki Setsu）
織作家的年輕女傭，已經工作了兩年。年齡約17、18歲左右。整體風格偏洋氣，但不知何故給人一種中國瓷器上描繪的孩子般的印象。她雖然氣勢十足，但行動急促且健談。剛見面的今川喜歡稱她為「小節」。對織作家的內部情況非常了解。
在續篇《百器徒然袋——風》裡也有出場。
織作 伊兵衛（Orisaku Ihee）
織作家的已故的前任當家。是織作紡織機的第二代，也是柴田耀弘的盟友。來自京都，是秦氏的傍系羽田家出身。在明治34年30歲時成為織作家的女婿。將通過力織機獲得的利潤回饋給地方社會，創建了聖伯納德女學院等機構。據說是一位嚴謹而虔誠的基督教徒。在六十多歲時離世。
織作 嘉右衛門（Orisaku Kaemon）
織作家第一代當家，已故。五百子的女婿。是織作紡織機的創始者，當柴田耀弘創立柴田製絲時，提供了資金支援，是大柴田的恩人。儘管他是旁系的幕臣之子，但作為一位企業家，他天賦卓越的才華，不僅挽救了岌岌可危的織作家族，還積累了巨額財富。

### 織作家相關人員
吳 仁吉（Kure Nikichi）
興津町鵜原的前漁夫，63歲。是美由紀的祖父，也是出門耕作的朋友。儘管年邁，但仍然充滿朝氣，性格樸實善良，討厭因嫉妒和中傷而產生的愚蠢想法。
從12歲開始在海上工作，一直做了44年的漁夫。然而，在56歲時，因訪問蘇我的朋友而捲入了千葉空襲，受傷後不得不退休。儘管如此，仍然不願遠離海洋。在兒子夫婦搬家後，獨自一人繼續住在一間破舊簡陋的房子裏，屋頂是生鏽的鐵皮。通過兒子的津貼維持生計，無需工作，但由於充滿活力，因此經常閒得無聊，喜歡製作一些曬乾的食物等。
愛好是收集漂流物，大量儲存着神像、土陶器和古錢幣等物品。正因為這個癖好，經常被妻子責備，甚至有過一些激烈的爭吵。
與來釣魚的伊佐間結成了親密關係，讓他在自己家裏過夜。在美由紀向他求助後，他決定出售收藏品以籌集資金，於是邀請了伊佐間的戰友今川。
石田 芳江（Ishida Yoshie）
在房總的一間小屋裏生活的女性。據說她被某人當作情婦，從大約昭和7年開始就居住在茂浦附近的小屋裏，已經過了大約13年。有傳言說她從事賣春活動，因此被稱為賣春小屋，遭到了許多非議。在昭和20年用繩子上吊後，那間小屋就被稱為「上吊小屋」。

### 潰眼殺人事件相關人員
平野 佑吉（Hirano Yuukichi）
其中一名嫌疑犯。36歲，身高大約5尺2寸，是個小個子。來自德島。是一位以精細的雕金為生的裝飾工匠，與喜市是朋友。有軍隊經歷，於昭和23年夏季失去妻子，此後獨自生活，從昭和26年春季起租住在信濃町的一間房子。
因用鑿子連續攻擊女性眼睛而被通緝，被稱為「潰眼魔」。在第一次犯罪的前一天，通過喜市的介紹接受了降旗的檢查，被診斷出「視線恐懼症」。
川島 新造（Kawashima Shinzou）
其中一名嫌疑人，是木場修太郎的老朋友。在過去的故事中也有登場。他在池袋創辦了名為「騎兵隊電影社」的公司。禿頭，身穿軍服，戴黑眼鏡，外表相當威猛。被認為是前島八千代最後見到的人，因此有殺人嫌疑，但因別的原因而逃亡。
川島 喜市（Kawashima Kiichi）
石田芳江的兒子，川島新造的異母弟，29歲。曾在一家名叫「酒井印刷所」的印刷工廠工作，但在前島八千代被殺的大約一個月前辭職。他是平野少數的朋友之一，對他的神經衰弱感到擔憂，因此介紹他給精神神經科醫生降旗。經過戰後8年，他得知了母親的死因，並開始憎恨那三個娼婦（弓榮、八千代、志摩子），認為是她們逼迫母親自殺的。
矢野 妙子（Yano Taeko）
第一位受害者，19歲。信濃町地主，也是平野租住房屋的房東矢野泰三的女兒。經常關心平野，於昭和27年5月2日前往平野的住處查看情況，但在門口被殺害。
川野 弓榮（Kawano Yumie）
第二位受害者，35歲。她有一雙狹長的眼睛，看起來有些仇恨，是一位豐滿而飽滿的女性。經營一家名為「渚」的酒吧，同時在幕後擔任私娼們的頭目。是一位放蕩不羈的女性，與多達3或4名的情夫發生糾紛，大部分都涉及金錢。在特殊慰安設施中，曾擔任過新人女孩的照顧者和指導者，從如何對待客人到如何使用避孕工具都一一教導。
在昭和27年10月中旬，在千葉縣興津町被殺。
山本 純子（Yamamoto Sumiko）
第三位受害者，30歲。聖伯納德女學院的教師和宿舍管理員。性格嚴格，不受學生歡迎，即使在死後仍然被人說三道四。其實是相當先進的社會主義婦女主義者，擁護類似「世界婦人」的理念，發表了在戰前無疑會被視為危險思想的激進論文。是織作葵的論敵，並試圖糾正淺田夕子的賣春行為。
在昭和27年12月底，在千葉縣勝浦町被殺，校內傳言是被咒殺的。
前島 八千代（Maeshima Yachiyo）
第四位受害者，28歲。三年前嫁給了日本橋的一家老字號的吳服店。舊姓金井。容貌出眾，照顧丈夫周到，對待使用人和供應商也是溫柔體貼，擅長招待客人，且善於金錢管理，是一位毫無缺陷的和服店年輕女主人。
在昭和28年2月，在四谷左門町的一家情侣酒店中以類似賣春的方式被殺。凶器的形狀與平野的鑿相同，但與前三宗案件不同的是，這次現場留下了性行為的跡象，並且在現場目擊到了一名看起來像是新造的可疑人物，這使得真兇有可能是不同的人。整個事件中，木場的視點（潰眼魔事件部分）從八千代的謀殺現場開始。
前島 貞輔（Maeshima Sadasuke）
前島八千代的丈夫。性格隱忍，疑心重，是個膽小怕事的人。對妻子的不忠心存疑，甚至監視著連鎖旅館。從他的證詞中得知，八千代被殺的現場處於密閉狀態。
多田 麻紀（Tada Maki）
前島八千代屍體發現現場的四谷情侣酒店的女主人。性格強悍，看上去堅韌剛毅，是個不好對付的狡猾老太太。
經營情侣酒店已經有30年之久。在戰前也曾經從事一些不正當的事情，但現在這個宿舍只是供直接僱傭的女人低價居住，沒有暴力團體的涉及，也沒有涉及花費的中間商，既不是拉皮條的人，也不是強迫婦女從事賣淫的人。她一直低調地生活，小心翼翼地維持着宿舍的運營，所以四谷警察局也一直沒有理由去打擊她的非法營業。
當她試圖趁機多收點錢時，卻在踢倒拉門的過程中發現了八千代被殺的屍體。
高橋 志摩子（Takahashi Shimako）
以「紅蜘蛛」為綽號而著稱的娼妓。性格潑辣剛烈。
戰後不久，19歲的她嫁給了一名在市政府工作、患有肺病的男子，但在丈夫不在家時被佔領軍襲擊，反而因此責怪，不到一個月就離婚了。之後，加入了R・A・A組織，被調往隅田川的大倉別邸，供高級軍官使用。但在該體制瓦解後，她選擇以街頭娼妓的身份生活。
似乎身處生命危險，與川島新造和川島喜市有所接觸。第五位遇害者。
降旗 弘（Furuhata Hiromu）
前精神科醫生，木場修太郎的朋友。在《狂骨之夢》事件後離開一直寄居的教會返回東京，成為了前戰場護士的妓女・德田里美的情夫。
曾診斷平野佑吉患有「視線恐懼症」，當木場前來探訪時，將平野的診斷結果告訴了他。
竹宮 潤子（Takemiya Junko）
在池袋近郊經營酒館「貓眼洞」的氣度不凡的女主人。人稱「貓眼阿潤」。告訴木場降旗的現狀。

### 尋人相關者
杉浦 隆夫（Sugiura Takao）
前小學老師。35歲。失蹤前住在小石川町。有兩個姐姐，都嫁到了栃木。
昭和26年4月，與美江結婚，但婚後兩個月患上了嚴重的神經衰弱，導致一些孩子受傷，並因為害怕孩子而放棄了工作。之後沒去醫院就診，從發病到昭和27年2月的半年後與妻子分居，然後在同年8月中旬失蹤。曾被目擊在被潰眼魔殺害的川野弓榮附近。
杉浦 美江（Sugiura Mie）
杉浦隆夫的妻子。出生於千葉縣勝倉的總野村，舊姓伊藤。大約27、8歲左右。雖然不喜歡化妝，但擁有清晰的容貌，是一位美麗的女性。受到織作葵的影響，成為了女權主義者，熱心地參與「思考婦女與社會的會」活動。在結婚兩個月後，試圖支持休假中的丈夫，但在疲於照顧一個理智無法溝通的人之後，在隆夫發病約半年後感到疲倦，決定分居並返回娘家。
在抗議賣淫的川野弓榮的時候，得知了失蹤中的丈夫的目擊信息。通過在活動中結識的大河內的介紹，她訪問了曾經見過的久遠寺涼子，委託了薔薇十字探偵社的榎木津和益田，以便為了離婚而尋找她的丈夫。

### 警察
津畠（Tsubata）
千葉縣警的警察，負責調查織作家。長得像老虎魚的男人。待人採取高壓態度。由於和織作家的女人們性格不合，使搜查難於進展。
磯部（Isobe）
千葉的刑警，負責調查織作家。身材魁梧，仿佛是按照正常人體比例擴大的尺寸，戴着度數強的小眼鏡。是千葉總部最擅長射擊的人，對手槍的種類也很了解。在軍隊時期是機械兵。
在對織作的女性進行詢問時積累了相當多的壓力，經常向相關人員如伊佐間和今川傾訴。
在《今昔百鬼拾遺——河童》中也有出現。
青木 文藏（Aoki Bunzou）
木場的晚輩。與木場、木下、長門一起參與了「潰眼魔」的調查。
長門 五十次（Nagato Isoji）
東京警視廳的老刑警。和木場等人一起調查潰眼魔魔事件。
木下 圀治（Kinoshita Kuniharu）
東京警視廳的老刑警。和青木同年。和木場等人一起調查潰眼魔魔事件，討厭娼妓。
加門（Kamon）
四谷署的警察。長著馬臉的男人。和木場一起調查潰眼魔事件。
七條（Shichijyou）
四谷署的警察。臉長得像角蠑螺。負責潰眼魔一案的調查，追蹤川島新造的行蹤。

## 用語
- 絡新婦

絡新婦是日本傳說的妖怪，本來的意義為「女郎蜘蛛」，也叫新婦羅。在鳥山石燕的《畫圖百鬼夜行》中有記載，是蜘蛛變為人形的妖怪，會誘惑男子，當男子被誘惑後，會將男子的首級取走食用。

## 漫畫
由漫畫化，接續前作《姑獲鳥之夏》在「Magazine SPECIAL」連載。
| 卷數 | 講談社         | 講談社                 | 東立出版社     | 東立出版社             |
| 卷數 | 發售日期       | ISBN                   | 發售日期       | ISBN                   |
| ---- | -------------- | ---------------------- | -------------- | ---------------------- |
| 1    | 2015年10月16日 | ISBN 978-4-06-395521-7 | 2017年1月17日  | ISBN 978-986-470-816-1 |
| 2    | 2016年4月15日  | ISBN 978-4-06-395653-5 | 2017年3月15日  | ISBN 978-986-470-817-8 |
| 3    | 2016年10月17日 | ISBN 978-4-06-395787-7 | 2018年6月11日  | ISBN 978-986-482-156-3 |
| 4    | 2017年3月17日  | ISBN 978-4-06-395903-1 | 2018年10月19日 | ISBN 978-986-486-258-0 |

## 外部連結
- （日語）http://bookclub.kodansha.co.jp/bc2_bc/search_view.jsp?b=2735350 （页面存档备份，存于）
- （简体中文）http://book.douban.com/subject/4038672/ （页面存档备份，存于）
- （简体中文）http://book.douban.com/subject/4038673/ （页面存档备份，存于）